# Hikawa
Hikawa (japanska: 氷川町?, Hikawa-chō) är en landskommun (köping) i Kumamoto prefektur i Japan.  
Kommunen bildades 2005 genom en sammanslagning av kommunerna Miyahara och Ryūhoku. 